# Bombardeio de Colônia na Segunda Guerra Mundial

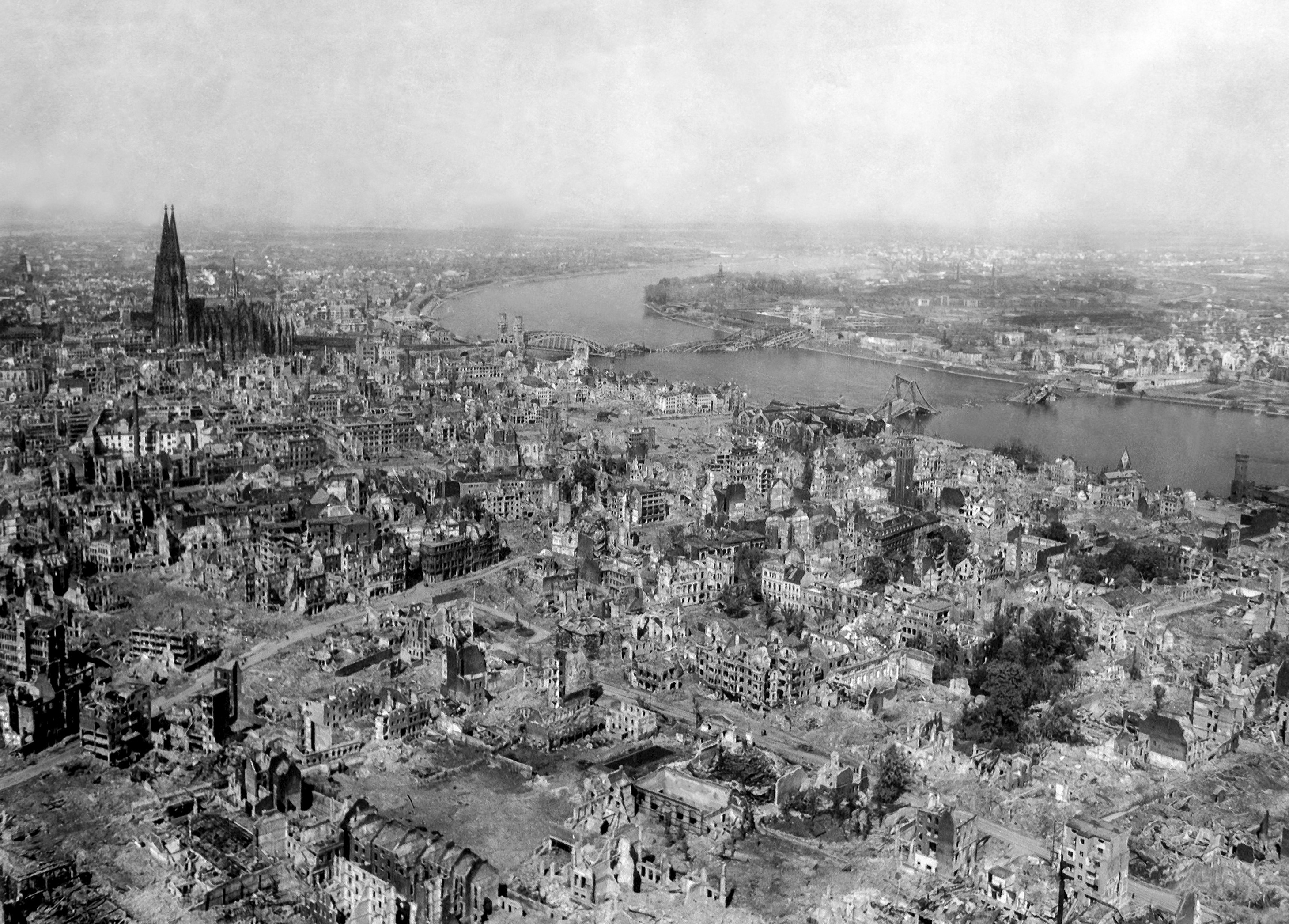
Uma Colônia arruinada em 1945

A cidade alemã de Colônia foi bombardeada em 262 ataques aéreos separados pelos Aliados durante a Segunda Guerra Mundial, todos pela Força Aérea Real (RAF). Um total de 34 711 toneladas longas de bombas foram lançadas sobre a cidade pela RAF.  20 000 civis morreram durante a guerra em Colônia devido a bombardeios aéreos.
Embora os alarmes de ataque aéreo tenham disparado no inverno/primavera de 1940, quando bombardeiros britânicos passaram por cima, o primeiro bombardeio ocorreu em 12 de maio de 1940. O ataque de 30/31 de maio de 1942 em Colônia foi o primeiro ataque de 1 000 bombardeiros.

## Ligações exernas
- Pictures of bomb-damaged Cologne